# عبدالمجید سپاسی
عبدالمجید سپاسی (زاده ۱۳۴۰_درگذشته ۲۹ اسفند ۱۳۶۶)،نظامی ایرانی و از فرماندهان سپاه پاسداران در جنگ هشت‌ساله ایران و عراق است که در طول آن کشته شده‌است.

## زندگی‌نامه
در اول مهر ماه سال ۱۳۴۰ در شیراز و یکی از محله‌های نزدیک حرم شاهچراغ در خانوادهٔ مذهبی شیعه دیده به جهان گشود.
وی از فعالان در جریان انقلاب اسلامی ایران بود. پس از پیروزی انقلاب و در اوایل سال ۱۳۵۹ به سپاه پاسداران پیوست و در مدت حضور در جبهه، مسؤولیت های مختلفی مانند فرماندهی گروهان و گردان، طراح عملیات و مسئول محورهای عملیاتی مختلف در عملیات‌های ثامن‌الائمه، رمضان، بدر، کربلای ۵ و ... را بر عهده گرفت.
سرانجام پس از چندین مرحله مجروح شدن در تاریخ ۲۹ اسفند ۱۳۶۶ در عملیات والفجر ۱۰ و در آخرین روز ماه رجب در حالی که سمت معاونت عملیات را به عهده داشت، در منطقه حلبچه کشته شد.

## آرامگاه
آرامگاه وی در آرامستان دارالرحمه شیراز و در قطعهٔ شهدا واقع است.

## باشگاه فجر شهید سپاسی شیراز
پس از پایان جنگ و به افتخار او، باشگاهی با نام فجر شهیدسپاسی در شیراز تأسیس گردید.